# Reading Football Club 2023-2024
Questa voce raccoglie le informazioni riguardanti il Reading Football Club nelle competizioni ufficiali della stagione 2023-2024.

## Rosa
Aggiornata al 18 febbraio 2023.
| N. |                        | Ruolo | Calciatore            |
| -- | ---------------------- | ----- | --------------------- |
| 1  | Inghilterra (bandiera) | P     | David Button          |
| 3  | Inghilterra (bandiera) | D     | Tom Holmes            |
| 4  | Camerun (bandiera)     | D     | Ben Elliott           |
| 5  | Scozia (bandiera)      | D     | Tom McIntyre          |
| 6  | Inghilterra (bandiera) | D     | Harlee Dean           |
| 7  | Inghilterra (bandiera) | A     | Harvey Knibbs         |
| 8  | Galles (bandiera)      | C     | Charlie Savage        |
| 9  | Inghilterra (bandiera) | A     | Andy Carroll          |
| 10 | Inghilterra (bandiera) | A     | Sam Smith             |
| 11 | Inghilterra (bandiera) | A     | Femi Azeez            |
| 12 | Nigeria (bandiera)     | A     | Paul Mukairu          |
| 14 | Inghilterra (bandiera) | C     | Ovie Ejaria           |
| 15 | Inghilterra (bandiera) | A     | Kelvin Ehibhatiomhan  |
| 17 | Ghana (bandiera)       | D     | Andy Yiadom           |
| 18 | Inghilterra (bandiera) | D     | Nesta Guinness-Walker |

| N. |                          | Ruolo | Calciatore          |
| -- | ------------------------ | ----- | ------------------- |
| 20 | Inghilterra (bandiera)   | D     | Jeriel Dorsett      |
| 21 | Australia (bandiera)     | P     | Dean Bouzanis       |
| 23 | Inghilterra (bandiera)   | C     | Sam Hutchinson      |
| 24 | Nuova Zelanda (bandiera) | D     | Tyler Bindon        |
| 26 | Inghilterra (bandiera)   | D     | Liam Moore          |
| 27 | Senegal (bandiera)       | D     | Amadou Mbengue      |
| 28 | Guinea-Bissau (bandiera) | C     | Mamadi Camará       |
| 29 | Inghilterra (bandiera)   | C     | Lewis Wing          |
| 30 | Ghana (bandiera)         | D     | Kelvin Abrefa       |
| 31 | Giamaica (bandiera)      | P     | Coniah Boyce-Clarke |
| 32 | Inghilterra (bandiera)   | D     | Nelson Abbey        |
| 35 | Belgio (bandiera)        | C     | Jack Senga          |
| 40 | Galles (bandiera)        | C     | Tivonge Rushesha    |
| 42 | Inghilterra (bandiera)   | C     | Caylan Vickers      |
| 47 | Inghilterra (bandiera)   | D     | Matthew Carson      |